# بيبان القصير

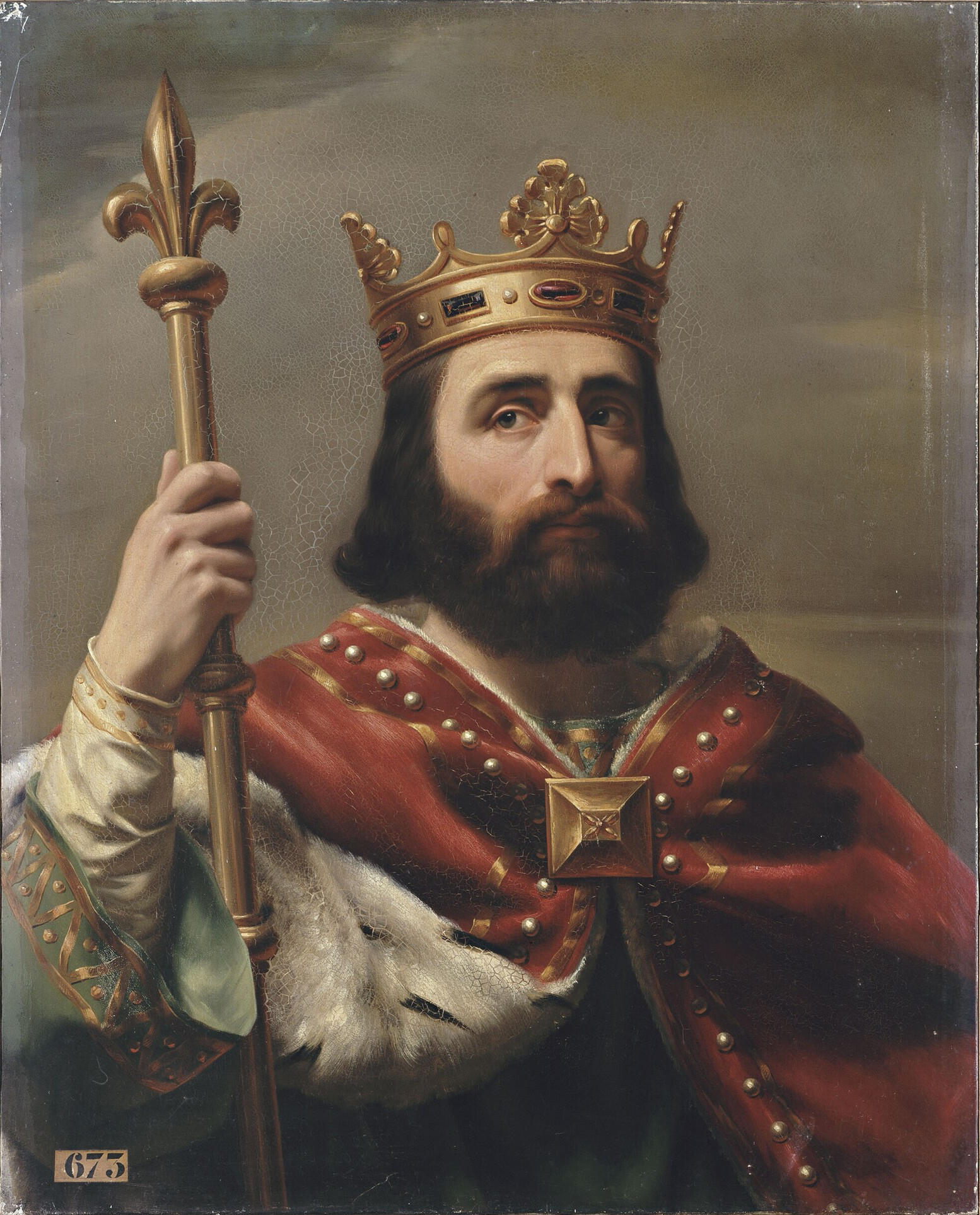
بيبان القصير

بيبان الثالث يـُلقب بالقصير (28 نوفمبر 714 - سان دوني، 24 سبتمبر 768) كان عمدة قصر نوستريا (741-751)، وقصر أوستراسيا (747-751)، ثم ملكاً للفرنجة من عام 752 حتى عام 768، ابن شارل مارتل وروترود ترير. وهو والد كارلومان الأول وشارلمان.

## عمدة القصر
استغل كارل مارتل توطيد مكانة البيبانيين بالتوازي مع الانهيار النهائي للسمعة الملوك الميروفنجيين، فقـسـّم المملكة بين أبنائه كما لو كان هو الملك: منح أوستراسيا وسوابيا وتورنغن إلى ابنه البكر كارلومان ابن كارل مارتل؛ وكانت نوستريا وبورغونيا وبروفنسا من نصيب ابنه الآخر بيبان القصير، تاركاً أكيتانيا وبافاريا تحت السلطة المشتركة للأخوين.
بيد أنه في الواقع بالنسبة للملوك الثلاثة، ما دام أن ملك الميروفنجي الشرعي يجلس على العرش فهم قانوناً ليسوا إلا رؤساء الخدم القصر. دفع بيبان شقيقه للاعتزال في الدير وبقيت كل السلطة في يده. السلطة، ولكن ليس منصب الملك الشرعي. في هذا السياق، قرر بيبان اتخاذ الخطوة الحاسمة، فأرسل سفراء إلى البابا زكارياس سنة 751 لاختبار إمكانية تتويجه ملكاً.

## التتويج
وافق البابا الباحث آنذاك عن حلفاء لصد خطر التوسع اللومباردي نحو روما، فخرج بيبان على سيده كيلديريك الثالث وأعلن نفسه على رأس المملكة في محله. تميز نهاية عهد الميروفنجيين، وفقاً للموروث الإفرنجي ب«ملوك مـُشعرين»، من الحلاقة التي فـُرضت على كيلديريك. أصبح بيبان أول ملك للفرنجة الكارولنجيون، وفقاً للموروث أولا بفضل شعبه، وبعد ذلك بفضل كنيسة روما.
كان التتويج البابوي غير الشرعي قانوناً من الأمور الحاسمة في التاريخ الأوروبي (حتى الآن الملوك يمباركون فقط من جانب البابا، في حين أن الوضع القانوني للمـُلك لا بـُد أن تأتي من الوريث الوحيد للإمبراطورية الرومانية وهو العاهل البيزنطي). اغتصاب بيبان لقب ملك «المقدس» لصالح الجرمان، وادعى البابا سلطة شرعنة لا أساس قانوني لها. ولكن البابا قد عوّض ضمن الممارسة العملية لقداسته نهاية قداسة السلالة الميروفنجية فضلاً عن أن وجود إمبراطور «مهرطق» (الأيقونقلست) كليو الثالث على العرش البيزنطي تسبب في فراغ في السلطة أعرب البابا عن رغبته بأن يدعيها لنفسه (ولدت في تلك السنوات الوثيقة الأبوكريفية من تبرع قسطنطين).
بدأ بيبان مراسم «الدهن» الملكي بزيت خاص مـُبارك، وهو قطس لا علاقة له لا بالجرمان ولا بالرومان، ويلفت مباشرة لدهن ملوك إسرائيل في الكتاب المقدس. في ذلك الوقت ربما نشأت بالقياس أيضاً أسطورة دهن الملك كلوفيس بزيت مبارك حملته بأعجوبة حمامة إلى رئيس أساقفة رانس القديس ريميجيوس بإرادة الروح القدس. كانت القداسة الجديدة التي زعمها الكارولنجيون «أعلى» من القداسة التقليدية المزعومة للميروفنجيين المتنصرين من الوثية.
توجه البابا ستيفانوس الثاني إلى فرنسا لطلب الدعم من بيبان، الذي حصل على التعيين لنفسه ولأولاده من الأرستقراطية الرومانية (أي حـُماة روما)، وأرسل جيشه إلى إيطاليا عامي 754 و756، وهزم القوات أستولف ملك اللومبارديين مستعيداً أراضي إكسرخسية رافينا البيزنطية والمدن الخمس وهي أراضي كانت بيد أستولف ملك اللومبارد: تمتد من مدن رافينا وفورلي حتى أنكونا. استولى على هذه الأراضي، إلا أنه وهبها للبابا بدل إعادتها إلى البيزنطيين، الذي احتجواً عبثاً ضد هذا العمل من أعمال القوة. زد على ذلك تبرع سوتري، فكانت هذه البداية الحقيقية لدولة الكنيسة.
سرعان ما محت حسن نية البابوية وطاقة الحكام الجدد من الذاكرة الجماعية أي ذكريات عن اغتصاب الحكم. ومنذ ذلك الحين وُجودت في وسط إيطاليا سلطة كنسية متينة ومحمية جيداً (ميراث القديس بطرس) استحال معها أي مشروع لاحق لتوحيد شبه الجزيرة.
توفي بيبان في سان دوني سنة 768. وقـُسمت مملكة الفرنجة بين اثنين من أبنائه: إلى شارلمان، الأكبر آلت نوستريا والنصف الشمال الغربي من أكيتانيا (أي شمال وغرب فرنسا ووادي الراين المنخفض)؛ ولكارلومان الأول آلت بورغونيا وبروفنسا وغوتيا والألزاس وألامانيا والجزء الجنوب الشرقي من أكيتانيا (أي جنوب وشرق فرنسا ووادي الراين العالي).